# Takura Tendayi
Takura Tendayi é um cantor e compositor do Zimbabué. Ele é bem conhecido pelas suas frequentes colaborações com Chase & Status e Sub Focus, assim como muitos outros artistas de dubstep e drum and bass.
As suas aparições como convidado acumularam mais de 17 milhões de visualizações no YouTube, e "Flashing Lights" no Reino Unido no número 98 no UK Singles Chart e número 15 no UK Dance Chart. Ele dividiu o palco com Plan B e também co-escreveu o single "Wait Your Turn" de Rihanna em 2009, que sozinho tem mais de 28 milhões de visualizações no YouTube e ficou no número 45 no UK Singles Chart. Em 10 de setembro, a Door Policy lançou o EP de No-Cover Charge de três faixas para download gratuito. Apresenta uma participação do cantor de "Traktor" L Marshall.